# 维埃纳河畔韦尔讷伊
维埃纳河畔韦尔讷伊（法語：Verneuil-sur-Vienne，法語發音：[vɛʁnœj syʁ vjɛn]）是法国新阿基坦大区上维埃纳省的一个市镇，位于该省中西部，维埃纳河右岸，省会利摩日市区以西，属于利摩日区。

## 地理
维埃纳河畔韦尔讷伊（45°50'56"N, 1°7'36"E）面积34.52 平方千米，位于法国新阿基坦大区上维埃纳省，该省份为法国中西部省份，北起顺时针与安德尔省、克勒兹省、科雷兹省、多爾多涅省、夏朗德省和维埃纳省接壤。
与维埃纳河畔韦尔讷伊接壤的市镇（或旧市镇、城区）包括：维埃纳河畔艾克斯、伊勒、利摩日、圣让斯、圣玛丽德沃、圣普列斯特-苏赛克斯、圣维克蒂尼安、圣伊里耶苏赛克斯、韦拉克。
维埃纳河畔韦尔讷伊的时区为UTC+01:00、UTC+02:00（夏令时）。

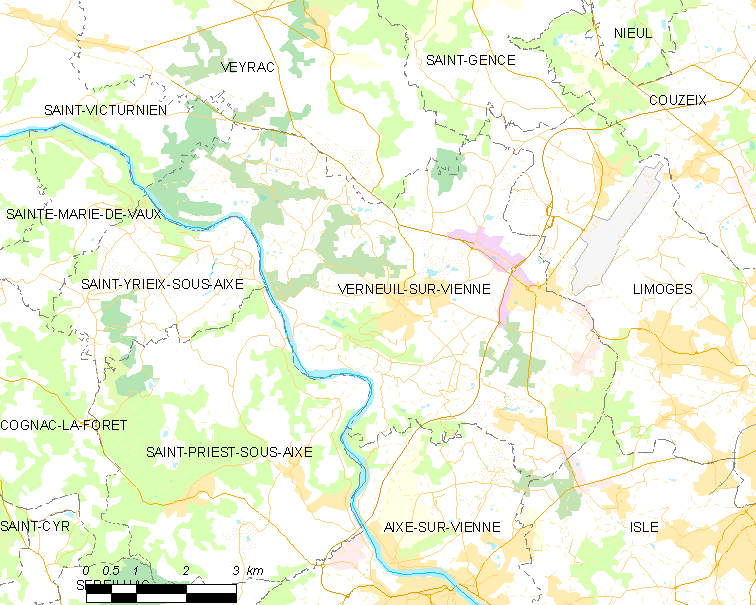
维埃纳河畔韦尔讷伊的OSM定位图

## 行政
维埃纳河畔韦尔讷伊的邮政编码为87430，INSEE市镇编码为87201。

## 政治
维埃纳河畔韦尔讷伊所属的省级选区为维埃纳河畔艾克斯县。

## 交通
法国国道N141线、N520线和上维埃纳省省道D2000线（快速公路）在境内东北部交汇，另有省道D20线、D47线和D47A1线经过境内。
维埃纳河畔韦尔讷伊站是利摩日—昂古莱姆铁路上的一站。

## 人口

1962-2008年间维埃纳河畔韦尔讷伊人口变化图示

维埃纳河畔韦尔讷伊于2022年1月1日时的人口数量为4940人。